# ベアウ・ビショップ
ベアウ・ジョードン・テ・ウェラ・ビショップ（Beau Jordon Te Wera Bishop , 1993年1月16日 - ）は、ニュージーランド・ウェリントン出身のプロ野球選手（捕手）。
兄のサム・ビショップも同じく野球選手。マオリ族である。

## 経歴
2011年2月に契約金6万ドルでボストン・レッドソックスに入団。
2012年は、傘下ルーキーリーグのガルフ・コーストリーグ・レッドソックスで16試合に出場した。また、9月には台湾で開催された第3回WBC予選のニュージーランド代表に選ばれた。
2013年も、傘下ルーキーリーグのガルフ・コーストリーグ・レッドソックスに所属したが、2試合に出場して5打数0安打という成績だった。またオフには、オーストラリアン・ベースボールリーグ（ABL）のアデレード・バイトでプレーした。
2014年はいずれの球団でもプレーしなかった。
2015年2月20日にミルウォーキー・ブルワーズとマイナー契約を結んだ。1試合の出場にとどまり、7月1日に自由契約となった。
以降はニュージーランドに帰国し、2018年からABLのオークランド・トゥアタラに所属している。また2017年の第4回WBC予選と2023年の第5回WBC予選にニュージーランド代表として選出されている。

## 選手としての特徴
元々はソフトボール選手だった。レッドソックスと契約後、オーストラリアのMLBアカデミーで野球の基礎を学んだ。